# Rashtriya Swasthya Bima Yojana
Rashtriya Swasthya Bima Yojana, (RSBY) (Hindi: राष्ट्रीय स्वास्थ्य बीमा योजना, deutsch: Nationales Krankenversicherungsprogramm) ist ein 2008 ins Leben gerufenes Regierungsprogramm zur Krankenversicherung der armen Bevölkerungsteile in Indien. Grundlage ist der 2008 von der indischen Regierung verabschiedete Unorganized Workers Social Security Act.

## Hintergrund
2008 beschloss die indische Regierung den Unorganized Workers Social Security Act, in dessen Rahmen das Rashtriya Swasthya Bima Yojana, das nationale Krankenversicherungsprogramm eingeführt wurde. Es sollte den Bevölkerungsschichten dienen, die unterhalb der Armutsgrenze leben und insbesondere die finanziellen Risiken für Behinderungen, unvorhergesehene schwere Erkrankungen, Geburtshilfe und Alterskrankheiten zu reduzieren. Insbesondere die zu leistenden Vorauszahlungen bei Ärzten und Krankenhäusern führen dazu, dass viele arme Inder im Krankheitsfall erst gar keine medizinische Hilfe beanspruchen.
In das Programm aufgenommen werden insbesondere Tagelöhner mit ihren Familien. Später wurde das Programm auch auf andere Gruppen mit niedrigem Sozialstatus und Einkommen ausgedehnt: lizenzierte Gepäckträger an Bahnhöfen, Straßenhändler, Bidi-Produzenten, Hausangestellte, Sanitärarbeiter, Minenarbeiter, Rikscha-Betreiber, Lumpensammler, Taxifahrer, u. a. m. Gegen eine Registrierungs- und Verwaltungsgebühr von 30 Rupien jährlich erhalten die Versicherten eine garantierte Kostendeckung von bis zu 30.000 Rupien jährlich für Krankenhauskosten. Die Kosten werden dabei zu 75 % von der indischen Regierung und zu 25 % von den Bundesstaaten, im Fall der nordostindischen Staaten sowie Jammu und Kashmir zu 90 % von der Zentralregierung und zu 10 % von den Bundesstaaten getragen. Im Rahmen von jährlichen Ausschreibungen werden durch die Regierung Versicherungen ausgewählt, die am Programm teilnehmen. Diese wählen anhand von festgelegten Kriterien die teilnehmenden Krankenhäuser aus.
Das RSBY wird von der Deutschen Gesellschaft für Internationale Zusammenarbeit finanziell und technisch unterstützt. Insbesondere werden der Aufbau von IT-Architektur und lokale Trainings und Beratungen angeboten. Die indische Regierung erhofft sich von dem Programm auch die Förderung und Verbesserung der ländlichen Krankenhausinfrastruktur durch Neubauten von Kliniken.

## Auswirkungen
Seit seinem Bestehen hat das Programm, das ursprünglich für 70 Millionen Haushalte vorgesehen war, rund 36 Millionen Haushalte mit etwa 130 Millionen Menschen einen Krankenversicherungsschutz ermöglicht. Im Rahmen des Programms kam es zu etwa 14 Millionen Krankenhausbehandlungen (Stand März 2017).